# Centrale hydroélectrique de Roncovalgrande
La centrale hydroélectrique de Roncovalgrande, connue également comme la centrale hydroélectrique Delio, est une centrale hydroélectrique de pompage italienne, près de la frontière italo-suisse, sur le territoire de la commune de Maccagno, dans la province de Varèse en Lombardie.
La centrale turbine, pendant les heures de pointe, les eaux de son réservoir supérieur : le lac Delio (ou d'Elio), et pompe, pendant les heures creuses, les eaux du réservoir inférieur : le lac Majeur, pour les stocker dans le réservoir supérieur. Avec une puissance de 1 016 MW, l'usine forme le 2e plus puissant ensemble hydroélectrique italien (après la centrale d'Entracque), correspondant à 5,6 % de la puissance du parc hydraulique italien. Elle appartient à ENEL.

## Historique
Une première digue a été construite sur le lac Delio en 1911. Sur la base de cet ouvrage furent réalisés dans les années 1960 deux nouveaux barrages qui rehaussèrent le niveau du lac, puis une centrale souterraine de 8 groupes délivrant une puissance de plus de 1000 MW, ce qui en faisait une des centrales les plus puissantes d'Europe.
La centrale a été terminée en 1971 et le dernier groupe a été mis en service en 1973.
Elle est visitable par le public sur accord avec l'office de tourisme de Maccagno.

## Caractéristiques techniques des barrages

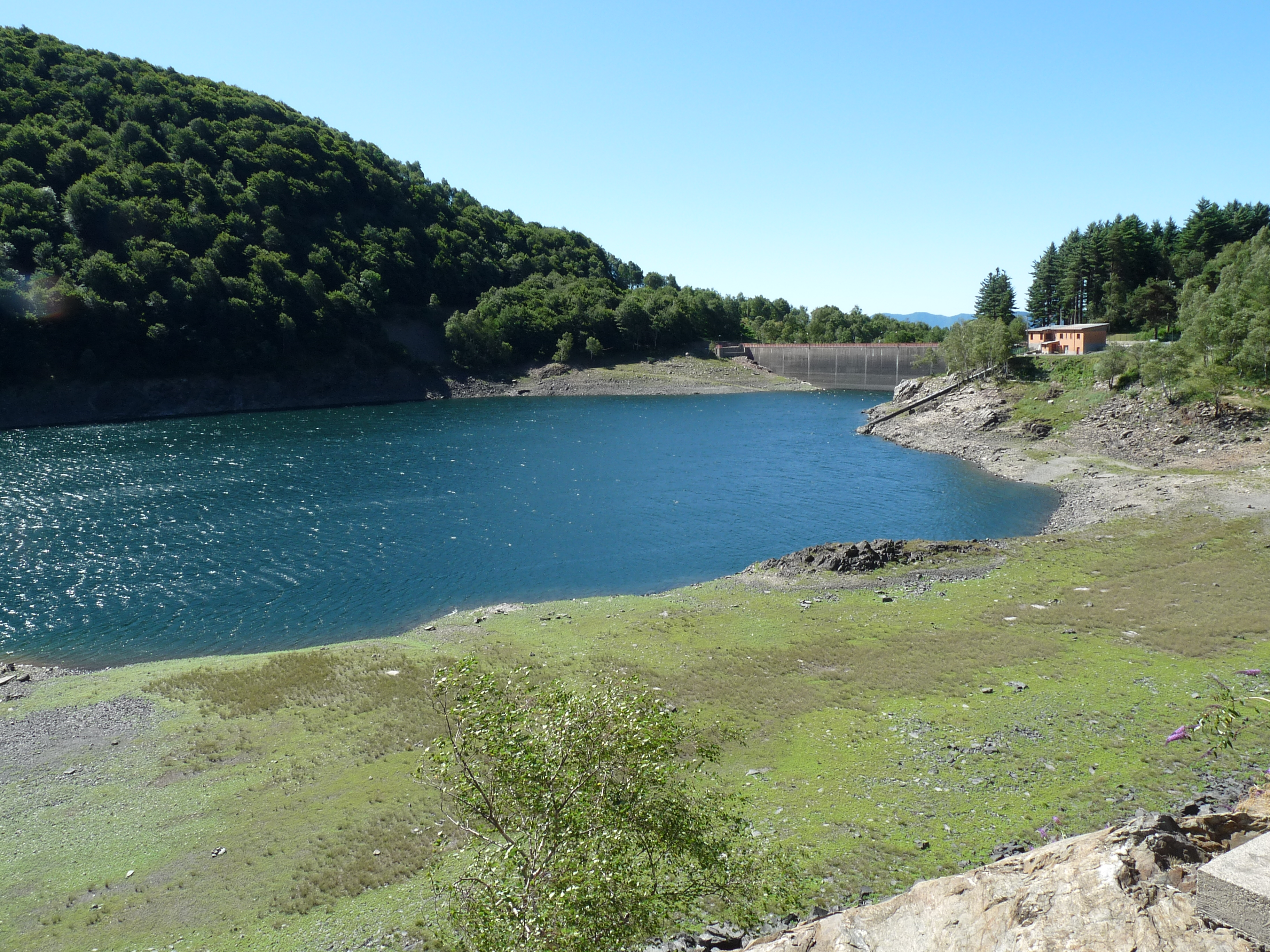
Barrage du Lago Delio en 2010.

Deux barrages poids :
- Sud : H = 36 m L = 158 m
- Nord : H = 28 m L = 415 m

niveau maxi : 944,5 m
niveau mini : 900 m
capacité utile : 10 millions de m3 (soit 17 GWh en stock).

## Conduite forcée
Deux tubes de 1 106 m et 1 108 m (diamètre : 4,3 m et 3,6 m) au débouché d'une galerie en pression de 592,5 m (diamètre : 6,2 m) ; le débit maximal est de 160 m3/s en turbinage et de 94 m3/s en pompage.

## Centrale électrique
La centrale en caverne est située à l'altitude de 204 m ; sa salle des machines est longue de 195 m, large de 18 m et haute de 58 m ; elle est reliée au Lac Majeur (altitude : 191 à 194 m) par des canalisations de restitution et d'aspiration de 178 et 182 m de long.
Elle est équipée de quatre groupes turbine/pompe de 126,8 MW + 4 groupes turbine/pompe de 127,32 MW. La puissance produite pendant les phases de turbinage est de 1 016 MW ; celle qui est consommée pour le pompage est de 784 MW.

## Transfert d'énergie par pompage
Pendant les heures de nuit et les périodes non ouvrées, où la demande d'électricité est faible, la centrale pompe de l'eau du lac Majeur pour remplir le réservoir supérieur ; pendant les heures de forte demande, les eaux ainsi accumulées dans le lac Delio sont turbinées par les huit turbines Pelton. Cette utilisation de la faculté de stockage des réservoirs hydrauliques est précieuse pour compenser les variations de la demande d'électricité et les aléas divers de la production (pannes, fluctuations du vent et de l'ensoleillement, etc.).